# Тризунго (Асколи Пичено)
Тризунго (итал. Trisungo) насеље је у Италији у округу Асколи Пичено, региону Марке.
Према процени из 2011. у насељу је живело 176 становника. Насеље се налази на надморској висини од 596 м.